# Schaffhausen (kanton)

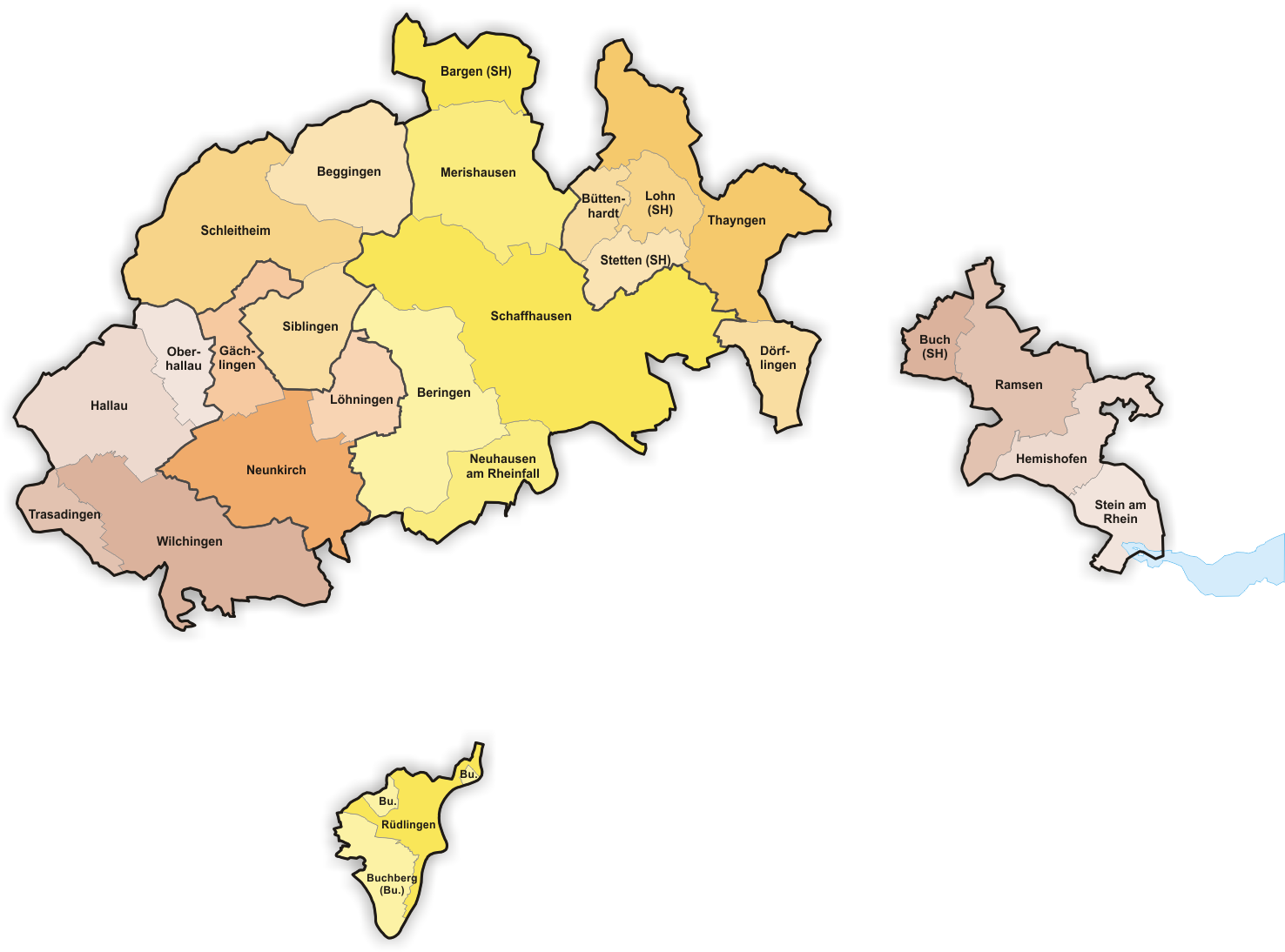
Karta över kantonen Schaffhausens kommuner.

Schaffhausen (lyssna (fil)) är en kanton i norra Schweiz.

## Geografi
Schaffhausen gränsar i söderut (huvudsakligen i floden Rhen) till kantonerna Thurgau och Zürich samt till Tyskland i övriga väderstreck.
Huvudort är staden Schaffhausen. Kantonen består av tre delar, åtskilda från varandra, som alla ligger norr om floden Rhen: staden Schaffhausen med den största delen av kantonens yta samt 2 st exklaver, som är omgärdade av kantonerna Zürich och Thurgau samt Tyskland. I den större exklaven finns kommunen och staden Stein am Rhein samt kommunerna Buch, Ramsen och Hemishofen. En mindre del av staden Stein am Rhein ligger dock på den södra sidan av Rhen. Den minsta exklaven i sydväst består av kommunerna Rüdlingen och Buchberg). I staden Schaffhausens närhet finns även den tyska exklaven Büsingen am Hochrhein.

### Indelning
Kantonen Schaffhausen är indelad i 26 kommuner. 
- Bargen
- Beggingen
- Beringen
- Buch
- Buchberg
- Büttenhardt
- Dörflingen
- Gächlingen
- Hallau
- Hemishofen
- Lohn
- Löhningen
- Merishausen
- Neuhausen am Rheinfall
- Neunkirch
- Oberhallau
- Ramsen
- Rüdlingen
- Schaffhausen
- Schleitheim
- Siblingen
- Stein am Rhein
- Stetten
- Thayngen
- Trasadingen
- Wilchingen

Fram till juli 1999 var Schaffhausen indelat i sex distrikt: Oberklettgau, Reiat, Schaffhausen, Schleitheim, Stein samt Unterklettgau. Därefter var Schaffhausen endast indelat i 33 kommuner, vilket har minskat till 26 kommuner genom kommunsammanslagningar.

## Ekonomi
Schaffhausens jordbruk producerar bland annat vete, potatis, frukt och vindruvor. I kantonens industri framställs bland annat verkstadsprodukter, livsmedel och ur.

## Demografi
Kantonen Schaffhausen hade 83 107 invånare (2020). Majoriteten av befolkningen är tysktalande.
| Talade språk i Schaffhausen (2019)                         | Talade språk i Schaffhausen (2019) | Talade språk i Schaffhausen (2019) | Talade språk i Schaffhausen (2019) | Talade språk i Schaffhausen (2019) |
| ---------------------------------------------------------- | ---------------------------------- | ---------------------------------- | ---------------------------------- | ---------------------------------- |
|                                                            |                                    |                                    |                                    |                                    |
|                                                            |                                    |                                    |                                    |                                    |
| Tyska                                                      | Tyska                              |                                    | 86,3 %                             | 86,3 %                             |
| Franska                                                    | Franska                            |                                    | 1,5 %                              | 1,5 %                              |
| Italienska                                                 | Italienska                         |                                    | 3,6 %                              | 3,6 %                              |
| Rätoromanska                                               | Rätoromanska                       |                                    | 0,2 %                              | 0,2 %                              |
| Engelska                                                   | Engelska                           |                                    | 4,4 %                              | 4,4 %                              |
| Övriga                                                     | Övriga                             |                                    | 19,5 %                             | 19,5 %                             |
| Möjlighet fanns att välja upp till tre stycken huvudspråk. |                                    |                                    |                                    |                                    |

## Sevärdheter
- Rhenfallet